# 조슈아 바셋
조슈아 테일러 배싯(영어: Joshua Taylor Bassett, 2000년 12월 22일 ~ )는 미국의 배우, 가수이다.

## 사생활
2021년 5월 10일 인터뷰에서 LGBTQ+ 커뮤니티의 일원으로 커밍아웃했다. 2021년 12월에 아동 및 청소년 시절 성적 학대 경험했다고 폭로했다. 2023년 기독교인이 되어 복음주의 교회인 베델교회에서 세례를 받았다.

## 음반 목록

### EP
- Joshua Bassett (2021)
- Crisis / Secret / Set Me Free (2021)
- Sad Songs in a Hotel Room (2022)
- Different (2022)

## 영상 목록

### 텔레비전
- 리썰 웨폰 (2017)
- 게임 셰이커 (2018)
- 더티 존 (2018)
- 중간 딸은 힘들어 (2018)
- 하이 스쿨 뮤지컬: 뮤지컬: 시리즈 (2019-2023)

### 영화
- Limbo (2021) - 단편
- A Night With Joshua Bassett (2021) - 콘서트 영화
- 꿈은 브로드웨이로 간다 (2022)
- 박물관이 살아있다: 돌아온 카문라 (2022) - 목소리